# Apprahal, Devadurga
Apprahal là một làng thuộc tehsil Devadurga, huyện Raichur, bang Karnataka, Ấn Độ.